# Zamełowo
Zamełowo (niem. Samelower Mühle) – część wsi Strzelinko w Polsce, położona w województwie pomorskim, w powiecie słupskim, w gminie Redzikowo.
Zamełowo powstało w średniowieczu, leży ok. 2 km od grodziska w Gałęzinowie – w górę Słupi.
W latach 1975-1998 Zamełowo administracyjnie należało do województwa słupskiego.